# Mahalangur Himal
Das Mahalangur Himal ist mit einer maximalen Höhe von 8848 m das höchste Gebirgsmassiv der Erde.
Es ist Teil des Himalayas und liegt an der Grenze zwischen Nepal und Tibet (Volksrepublik China). Mit dem Mount Everest, dem Lhotse, dem Makalu und dem Cho Oyu gehören vier Achttausender zu dem Massiv. Dazu kommt eine große Anzahl an Bergen mit einer Höhe von mehr als 7000 Metern.

## Lage
Das Mahalungur Himal liegt im Osten Nepals und im angrenzenden Tibet. Die östliche Grenze des Mahalangur Himal bildet das Flusstal des Arun und der Gebirgspass Popti La. Jenseits des Arun liegt das Umbak Himal, das wiederum an Janak Himal und Kangchendzönga Himal grenzt. Im Westen wird das Mahalangur Himal auf tibetischer Seite durch den Gyorag-Gletscher begrenzt, der vom Nangpa La nach Norden strebt. Auf nepalesischer Seite stellen der Nangpa-Gletscher und der Bothekoshi-Gletscher, in den ersterer mündet die Grenze dar, die sich über die Flüsse Bothekoshi und (südlich von Namche Bazar) Dudhkoshi fortsetzt.

## Unterteilungen
Das Mahalungur Himal ist in drei Subsections unterteilt. Im Nordosten liegt die Makalu Subsection mit Makalu und Chomo Lönzo, die durch den Fluss Barun von der Barun Subsection im Südosten getrennt wird. Zur Barun Subsection zählen unter anderem Baruntse, Chamlang, Ama Dablam und Kangtega. Die Khumbu Subsection ist die westliche und größte Unterteilung. Hier finden sich Everest, Lhotse und Cho Oyu, wie auch Changtse, Pumori und Taboche. Die Khumbu Subsection wird im Nordosten durch den Kharta-Gletscher, den Karpo La und den etwa 6130 m hohen Sattel östlich des Shartse von der Makalu Subsection getrennt. Südlich des Shartse liegt der Sattel zum Cho Polu als Grenze zur Barun Subsection, die sich nach Süden und Osten über Lhotse Shar-Gletscher, Imja-Gletscher und Dudhkoshi fortsetzt.

## Nationalparks
Auf nepalesischer Seite des Mahalangur Himal sind zwei Nationalparks eingerichtet: Der Sagarmatha-Nationalpark, Weltnaturerbe der UNESCO, im Westen und seine östliche Erweiterung, der Makalu-Barun-Nationalpark. Auf der Nordseite liegt das Qomolangma National Nature Reserve, das von der UNESCO als Qomolangma Biosphärenreservat behandelt wird.